# Kyle Korver
Kyle Eliott Korver (* 17. März 1981 in Paramount, Kalifornien) ist ein US-amerikanischer Basketballspieler, der zuletzt für die Milwaukee Bucks in der NBA spielte. Er ist vor allem als exzellenter Distanzschütze bekannt. Während der NBA-Saison 2009/10 erreichte Korver als Spieler der Utah Jazz eine Dreipunktquote von 53,64 % und stellte damit einen neuen Liga-Rekord auf. In der Saison 2014/15 wurde Korver in ein NBA All-Star-Team gewählt.

## Karriere

### College und Draft
Korver spielte auf der Creighton University in Omaha, Nebraska Basketball, bis er in der NBA-Draft 2003 von den New Jersey Nets an 51. Stelle ausgewählt wurde. Die Nets handelten diese Rechte später an die Sixers weiter.

### NBA

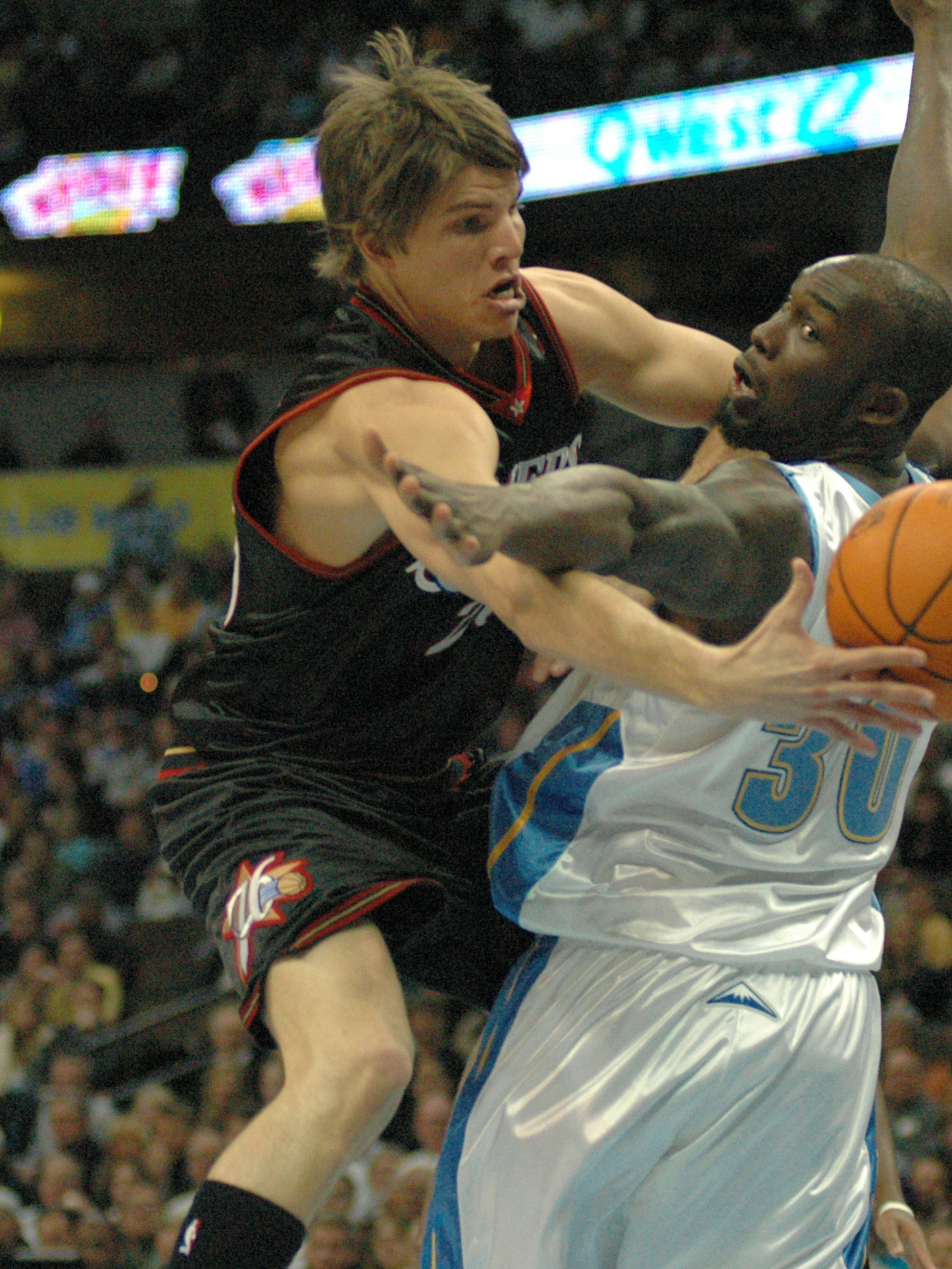
Korver im Trikot der 76ers

Bei den Sixers hatte Korver in seinem zweiten Jahr den Durchbruch. Er etablierte sich bei den Sixers als guter Schütze. In der Saison 2006/07 erzielte er 14,4 Punkte kommend von der Bank und führte die Liga mit 91,4 % getroffenen Freiwürfen an.
Im Dezember 2007 wurde Korver zu den Utah Jazz transferiert. Mit den Jazz erreichte er zwischen 2008 und 2010 dreimal die Playoffs in Folge. In der Saison 2009/10 konnte Korver einen Rekord von der Dreipunktelinie erzielen. Er beendete die reguläre Saison mit einem Schnitt von 53,64 %, womit er die höchste Quote aller Spieler erreicht und außerdem einen neuen NBA-Rekord in der Kategorie höchste Drei-Punkte-Trefferquote in einer Saison aufstellte. Bei den Jazz erfüllte Korver überwiegend die Rolle des Scorers von der Bank.
Ab der Saison 2010/11 spielte Korver für die Chicago Bulls, von denen er am 16. Juli 2012 für Kirk Hinrich zu den Atlanta Hawks transferiert wurde.
Bei den Hawks durfte Korver zum ersten Mal seit seiner Zeit bei den Sixers wieder regelmäßig als Starter auflaufen. In der Saison 2013/14 führte er die NBA mit 47,2 % getroffenen Dreipunktwürfen. Im Jahre 2015 wurde Korver in das NBA All-Star Game eingeladen. Er ersetzte den verletzten Dwyane Wade. Er war mit 33 Jahren und 11 Monaten der viertälteste All-Star Debütant der NBA-Geschichte. Mit den Hawks stellte er in der Saison 2014/15 die beste Saisonbilanz in der Eastern Conference auf. Korver hatte mit 49,2 % getroffenen Dreipunktwürfen, worin er wieder die Liga anführte, einen großen Anteil daran. Korver wurde zudem mit dem NBA Sportsmanship Award 2015 für vorbildliches Verhalten ausgezeichnet.
Korver hielt bis zum 25. Februar 2016 den Rekord mit der höchsten Anzahl an getroffenen Dreipunktwürfen in aufeinanderfolgenden Spielen. Bis zum 6. März 2014 hatte er in 127 Spielen in Folge mindestens einen Dreipunktwurf verwandelt. Im Spiel gegen die Portland Trail Blazers endete dieser Rekord, als er keinen seiner fünf Würfe von der Dreierlinie verwandeln konnte. Am 24. Februar 2016 stellte Stephen Curry diesen Rekord ein, um ihn einen Tag später zu brechen.

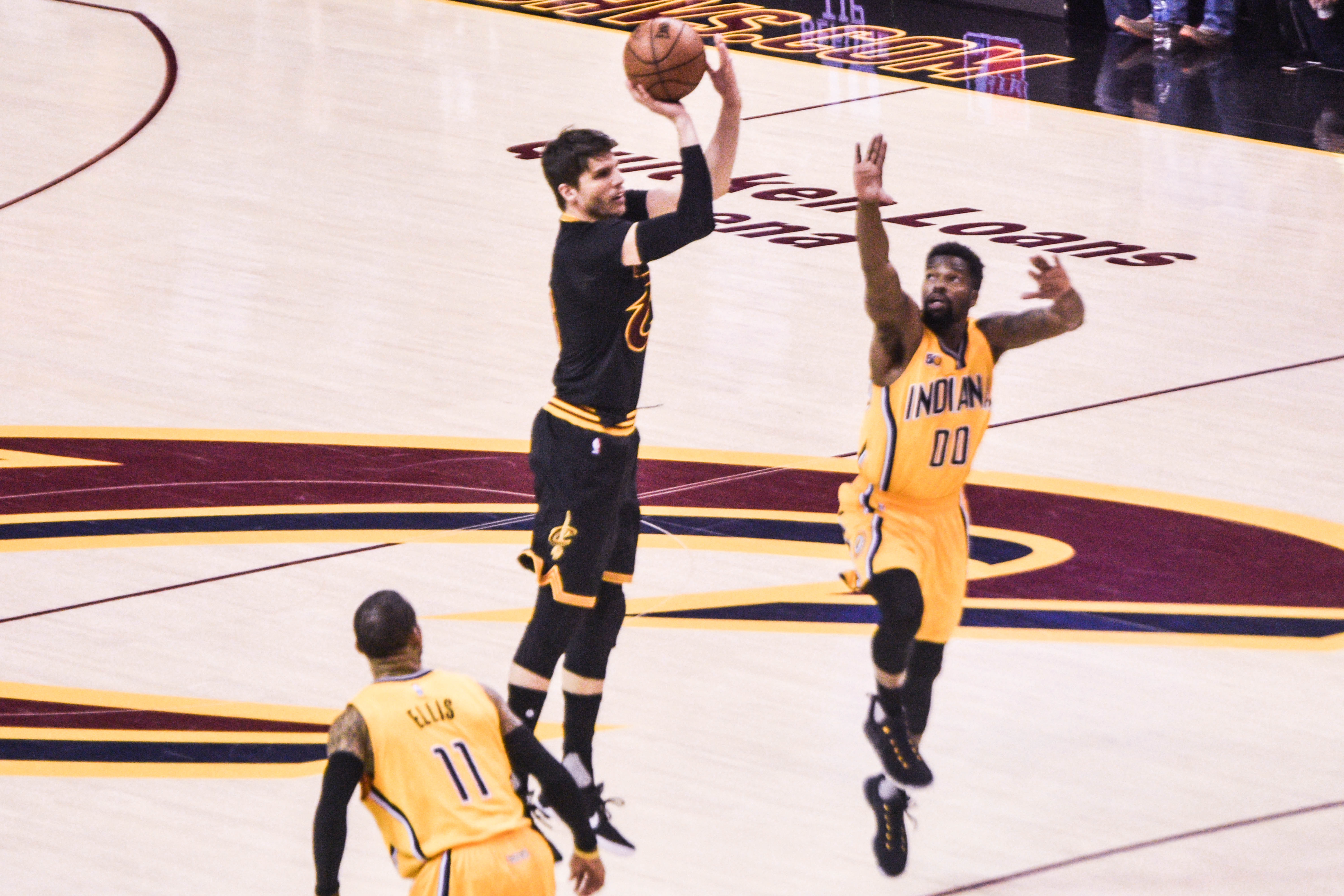
Korver bei den Cavaliers (2017)

Am 7. Januar 2017 wurde Korver für Mike Dunleavy Jr., Mo Williams und einem künftigen Erstrunden-Pick zu den Cleveland Cavaliers transferiert.
Nach dem Abgang von LeBron James im Sommer 2018 suchten die Cavaliers im Zuge ihres Neuaufbaus einen Abnehmer für Korver und fanden diesen in den Utah Jazz. Ende November wechselte Korver im Rahmen eines Trades zu seinem ehemaligen Team, für das er von 2007 bis 2010 aktiv war. Im Gegenzug wechselte Alec Burks und künftige Draftpicks zu den Cavaliers.

### Nach der aktiven Laufbahn
In der Saison 2021/22 wurde Korver Assistenzcoach für die Spielerentwicklung bei den Brooklyn Nets, die ihn seinerzeit in New Jersey ansässig gedraftet hatten.